# Кокорит
Ко́корит (исп. Cócorit) — посёлок в Мексике, штат Сонора, входит в состав муниципалитета Кахеме. Численность населения, по данным переписи 2020 года, составила 7424 человека.

## Топонимика
Название Cócorit происходит из языка индейцев яки, и его можно перевести как — острый перец чильтепин.

## История
Поселение было основано в 1617 году миссионерами-иезуитами во главе с Андресом Пересом де Рибасом и Томасом Базилио для евангелизации местного населения.